# Hydrochoerus hydrochaeris
El capibara, carpincho, chigüiro o ronsoco (Hydrochoerus hydrochaeris), entre otras denominaciones, es una especie de roedor caviomorfo de la familia de los cávidos, nativa de Sudamérica. Se trata del roedor viviente de mayores tamaño y peso del mundo.
El otro miembro existente de ese género es el capibara menor (Hydrochoerus isthmius). Sus parientes cercanos incluyen a los conejillos de indias y los mocós, y está relacionado más lejanamente con el agutí, la chinchilla y el coipo. Habita humedales y bosques densos y vive cerca de masas de agua. Es una especie muy social y se puede encontrar en grupos de hasta cien individuos, pero por lo general vive en grupos de diez a veinte individuos. El animal es cazado por su carne, piel (para indumentaria) y por la grasa contenida en su piel.

## Nombre común
Uno de sus nombres comunes, capibara, proviene 
del guaraní bapiÿvá o kapi’yva, que significa ‘señor del pasto’ o ‘comedor de pasto’, respectivamente. En la lengua tupí, el término es ka'apiûara, que significa ‘el que come hojas delgadas’, o ‘comedor de hierba’.
Las palabras que componen el nombre científico, tanto hydrochoerus como hydrochaeris, vienen del griego ὕδρω (hydro «agua») y χοῖρος (choiros «cerdo»), viniendo a significar ‘cerdo de agua’.
Suele denominarse de muchas maneras que varían según el país o la región:
- Argentina: carpincho, capibara (en ocasiones también chancho de agua).[10]
- Bolivia: carpincho, capibara, capiguara,[11] capihuara.[12]
- Brasil: capivara.
- Colombia: chigüiro,[13] jomo (en los llanos orientales), paqui, ponche.[14]
- Ecuador: carpincho, capincho, capibara.
- Panamá: poncho, capibara.
- Paraguay: carpincho, capincho, capibara, kapi'yvá, poncho.[15]
- Perú: ronsoco,[16][17] capibara,[16] carpincho, samani.[18]
- Uruguay: carpincho, capincho,[19] capibara.
- Venezuela: chigüire,[20] piro-piro.

## Descripción
Tiene un cuerpo pesado en forma de barril y una cabeza pequeña, con un pelaje pardo rojizo en la parte superior del cuerpo que se vuelve pardo amarillo. Puede crecer hasta 1,30 m de largo y llegar a pesar 65 kg. Presenta pies ligeramente palmeados, y de manera similar a otros cávidos, carece de cola y cuenta con veinte dientes. Sus patas posteriores son algo más largas que las anteriores, y los hocicos son romos, con ojos, narinas y orejas en la parte superior de la cabeza. Las hembras son ligeramente más pesadas que los machos.
Su cariotipo tiene 2n = 66 y NF = 102, lo que significa que tiene sesenta y seis cromosomas con un total de ciento dos brazos.

### Cuerpo y pelaje

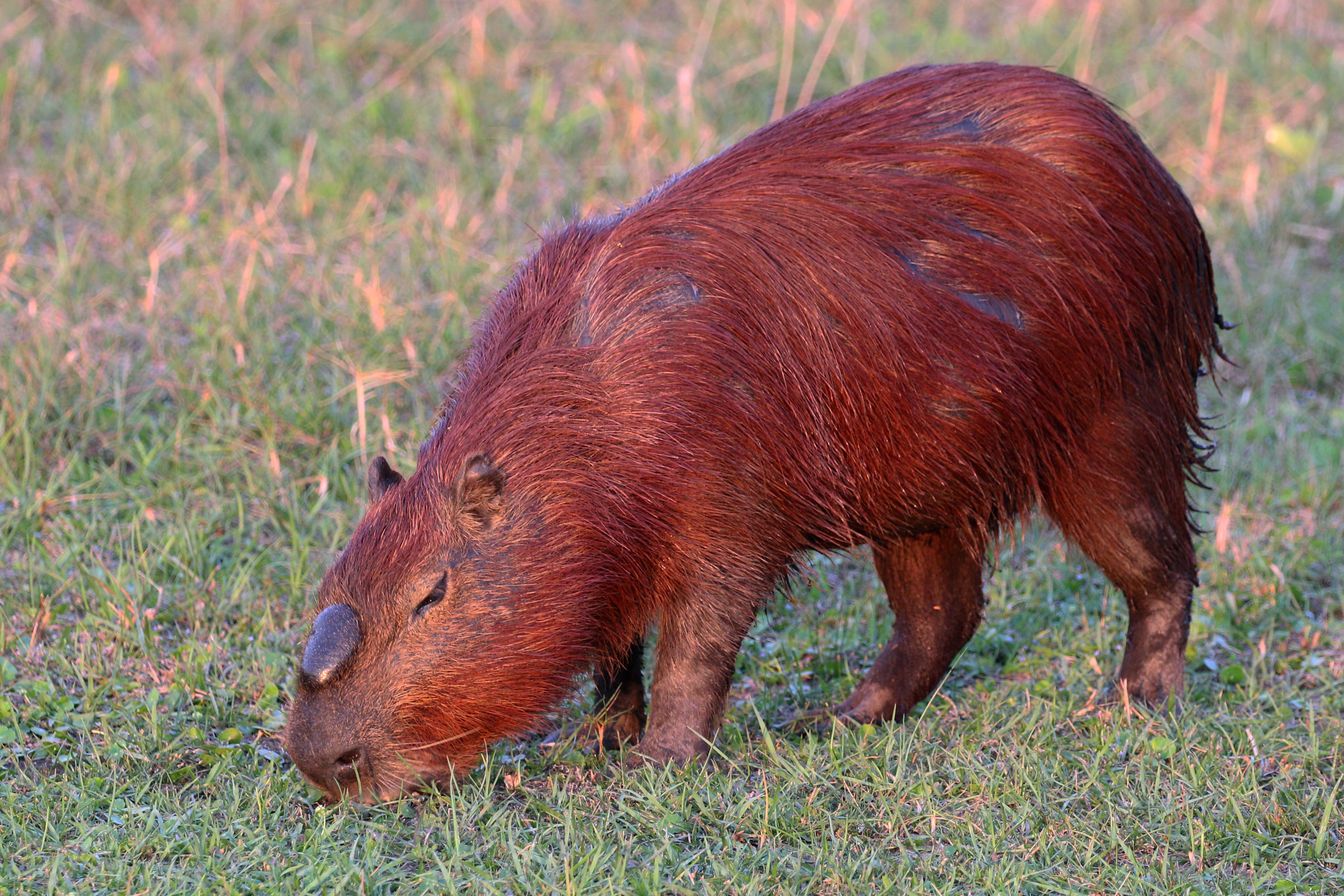
Los capibaras macho poseen una glándula odorífera bastante notoria sobre sus narices

El cuerpo, que carece de cola, es de forma maciza y redonda, con el tronco grueso y cuatro patas cortas. Las patas anteriores tienen cuatro dedos y las posteriores tienen tres, expuestos en manera radial. Los dedos gruesos y parecidos a pezuñas presentan unas pequeñas membranas que los unen interdigitalmente. Los capibaras alcanzan una longitud de 1 a 1,30 m y una altura a la espalda de 50 a 60 cm; las hembras suelen ser un poco más grandes que los machos. El peso medio es de 50 kg en los machos y 61 kg en las hembras; sin embargo, el peso real puede variar entre 27 y 65 kg. El extinto Neochoerus sulcidens era significativamente más grande.
El pelaje es largo y áspero, pero en algunas partes es tan fino que se puede apreciar la piel a través de él. Esto hace que sean unos animales propensos a las insolaciones, y para evitarlo, se revuelcan en el barro para protegerse la piel del sol. La coloración va de un pardo rojizo al gris en la parte superior, mientras que la parte inferior tiene un color pardo amarillo. Algunos ejemplares tienen manchas negras en la cara, en el lado exterior de las patas y en la parte trasera. La longitud del pelo va de 30 a 120 mm.

### Cabeza y dentadura

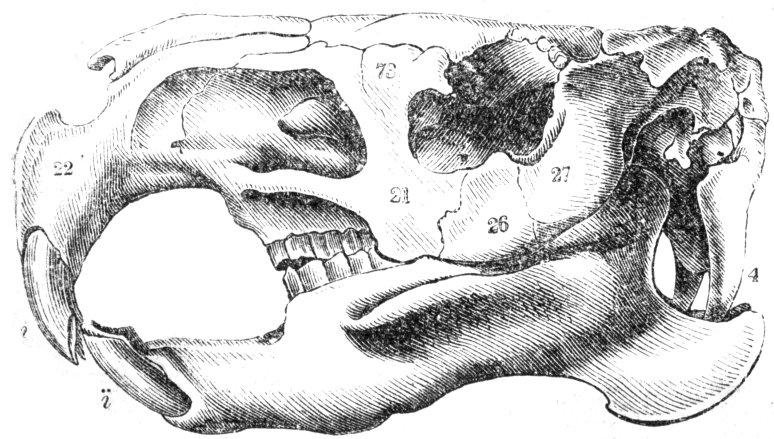
Cráneo de capibara

Tienen una cabeza notablemente ancha y grande. En relación con los parientes más próximos al capibara, el hocico es más grande y redondeado, mientras que las narinas son pequeñas y están bastante separadas. En los ejemplares machos, la punta del hocico está calva y dotada de una prominencia correspondiente a la glándula olfativa. Las orejas son pequeñas y redondas, mientras que los ojos se encuentran situados en los lados y también son pequeños. Como en muchos animales que tienen un estilo de vida parcialmente acuático, los ojos, las orejas y las narinas del carpincho se encuentran situados en la parte superior de la cabeza, de manera que cuando salen a respirar del agua o a observar lo que les rodea, casi no sobresalen de la superficie.

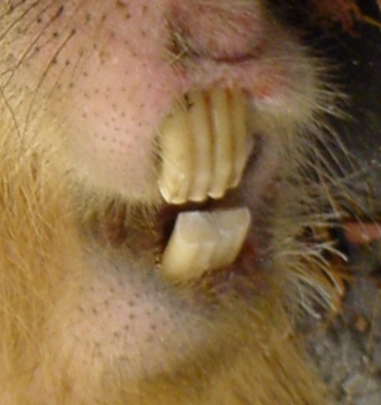
Vista detallada de los incisivos

La fórmula dental de este animal es de 1-0-1-3; lo que quiere decir que cada mitad de mandíbula presenta un diente incisivo, un premolar y tres molares, con un total de veinte dientes. Los blancos incisivos están dotados de un surco y, como en todos los roedores, están agrandados y transformados en incisivos sin raíz. Detrás de los incisivos se abre un espacio denominado diastema. Los dientes posteriores tampoco tienen raíces y tienen una morfología compleja; consisten en prismas de esmalte dental en forma de corazón o de barras, que están separadas por capas de cemento. Como en otros roedores, los dientes incisivos y molares de las capibaras crecen constantemente para compensar el desgaste continuo.

## Distribución y hábitat

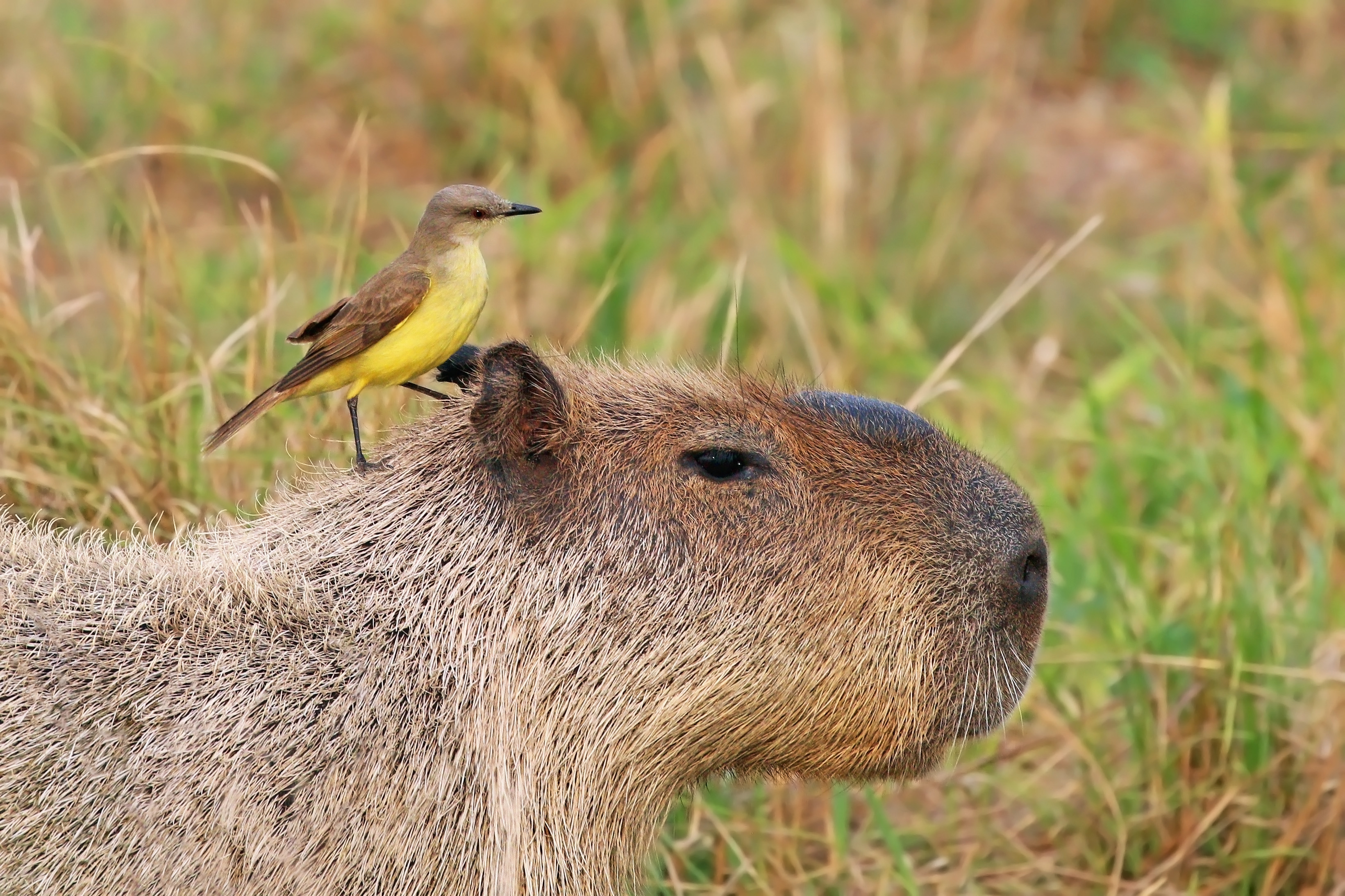
Picabuey (Machetornis rixosa rixosa) sobre un capibara macho en el Pantanal, Brasil

Su enorme área de distribución comprende casi toda Sudamérica al este de los Andes en las cuencas del río Orinoco, del Amazonas y del Río de la Plata; cubriendo desde el este de Venezuela y la Guyana hasta Uruguay, Paraguay y en gran parte del norte de Argentina, mayormente en la provincia de Corrientes.
Pueden vivir en diferentes tipos de hábitat, pero muestran preferencia por lagos, ríos, marismas o manglares.
También necesitan un suelo firme para dormir, idealmente con una vegetación espesa que les sirve de protección. Para alimentarse no tienen problema en adentrarse por la sabana y herbazales. La mayor densidad de población de capibaras se encuentra en las extensas zonas húmedas de Sudamérica, como el Pantanal, o la región de los Llanos del norte del continente, bañada por el río Orinoco. Viven mayoritariamente en las llanuras, pero también habitan en altitudes de hasta 1300 m s. n. m. En comparación con otras especies animales de Sudamérica, las capibaras toleran bastante bien los cambios de hábitat provocados por la actividad humana, y también pueden sobrevivir en zonas transformadas en plantaciones y pastos.

## Comportamiento

### Actividad

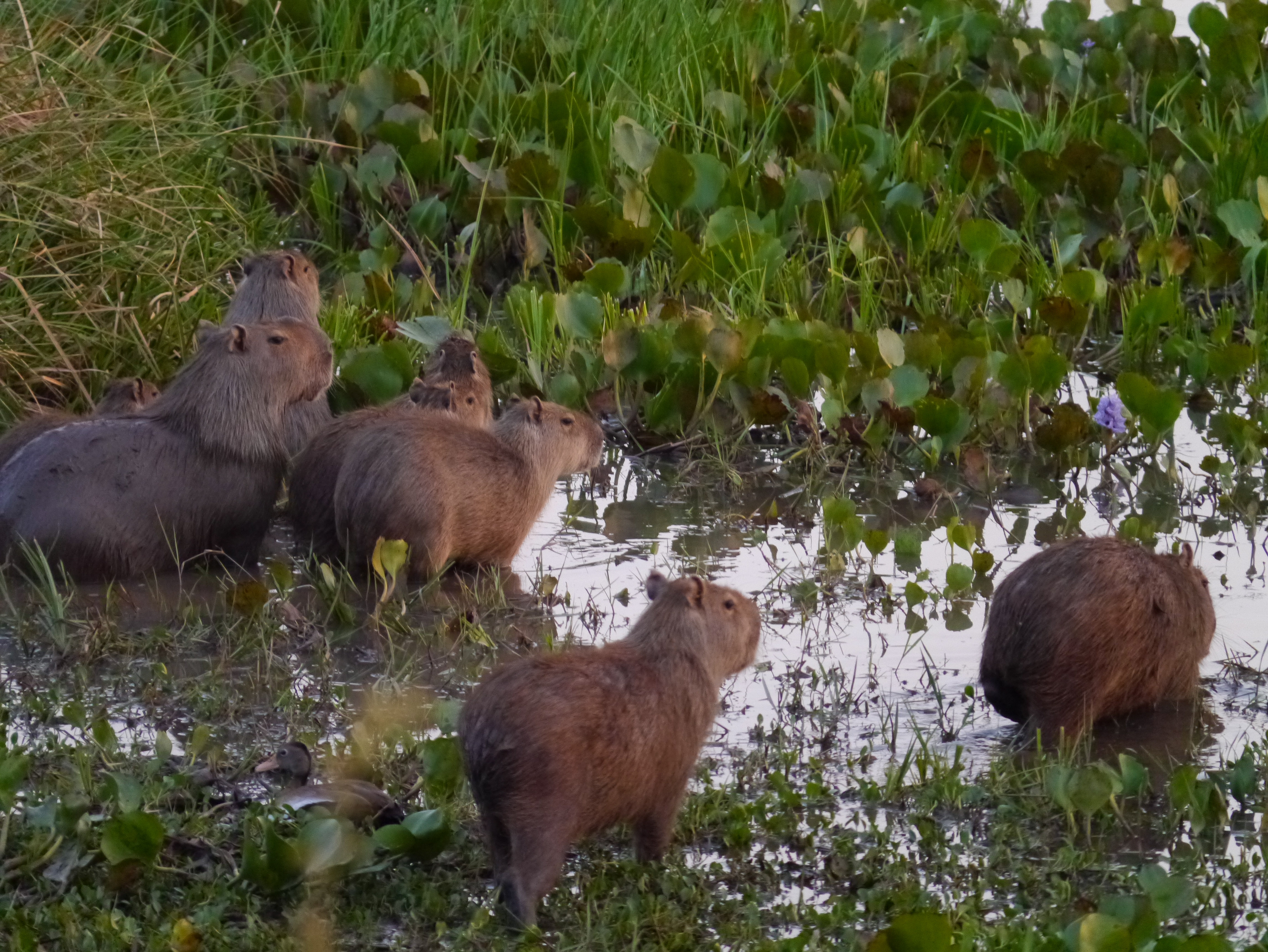
Capibaras o chigüires en los Llanos, Venezuela

Los carpinchos son animales principalmente crepusculares. Pasan el calor del día en agujeros en el barro o dentro de las aguas. Para dormir se esconden entre una vegetación espesa; no les hace falta ninguna cueva. En cambio, en las zonas donde son molestados por las actividades humanas, cambian y adoptan un estilo de vida nocturno.
Si un carpincho advierte peligro, avisa a los demás con un ladrido corto, y de inmediato todos corren a fin de ponerse a salvo en el agua. Pueden bucear y permanecer bajo el agua hasta cinco minutos, y son capaces de nadar con todo el cuerpo sumergido excepto las orejas, los orificios nasales y los ojos. Charles Darwin describía así el comportamiento de esta especie:

Durante el día están tendidos entre las plantas acuáticas o van tranquilamente a pacer la hierba de la llanura. Vistos desde cierta distancia, su paso y su color les hace parecerse a los cerdos; pero cuando están sentados, vigilando con atención todo lo que pasa, vuelven a adquirir el aspecto de sus congéneres los cavias y los conejos.

### Vida social

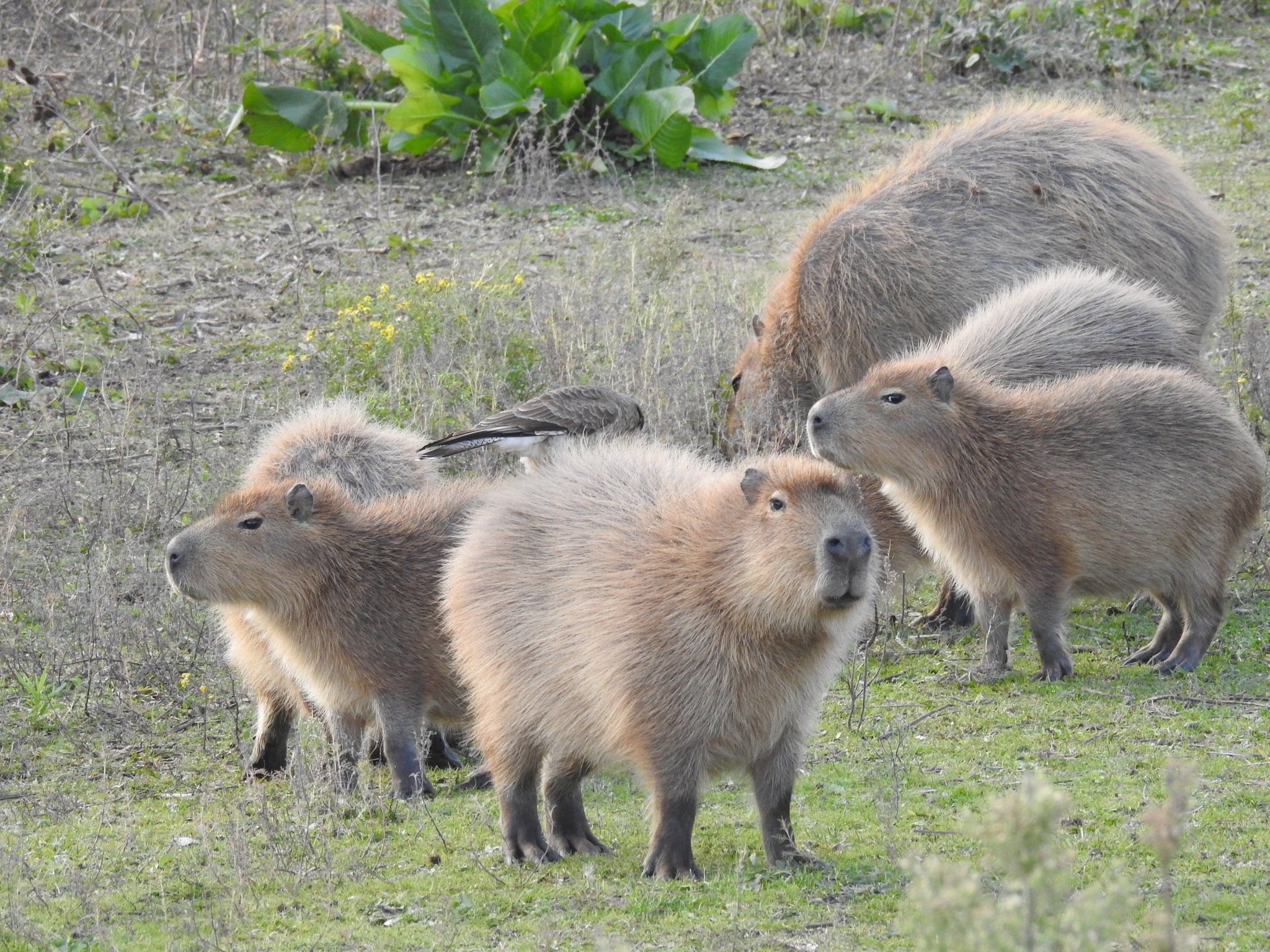
Grupo de capibaras en Buenos Aires, Argentina

Los capibaras viven en grupos, que pueden estar constituidos por una pareja y sus crías, o por un grupo más grande de ejemplares adultos. La medida de los grupos varía entre seis y veinte animales. En algunos casos raros también se puede observar ejemplares solitarios, casi siempre machos adultos.

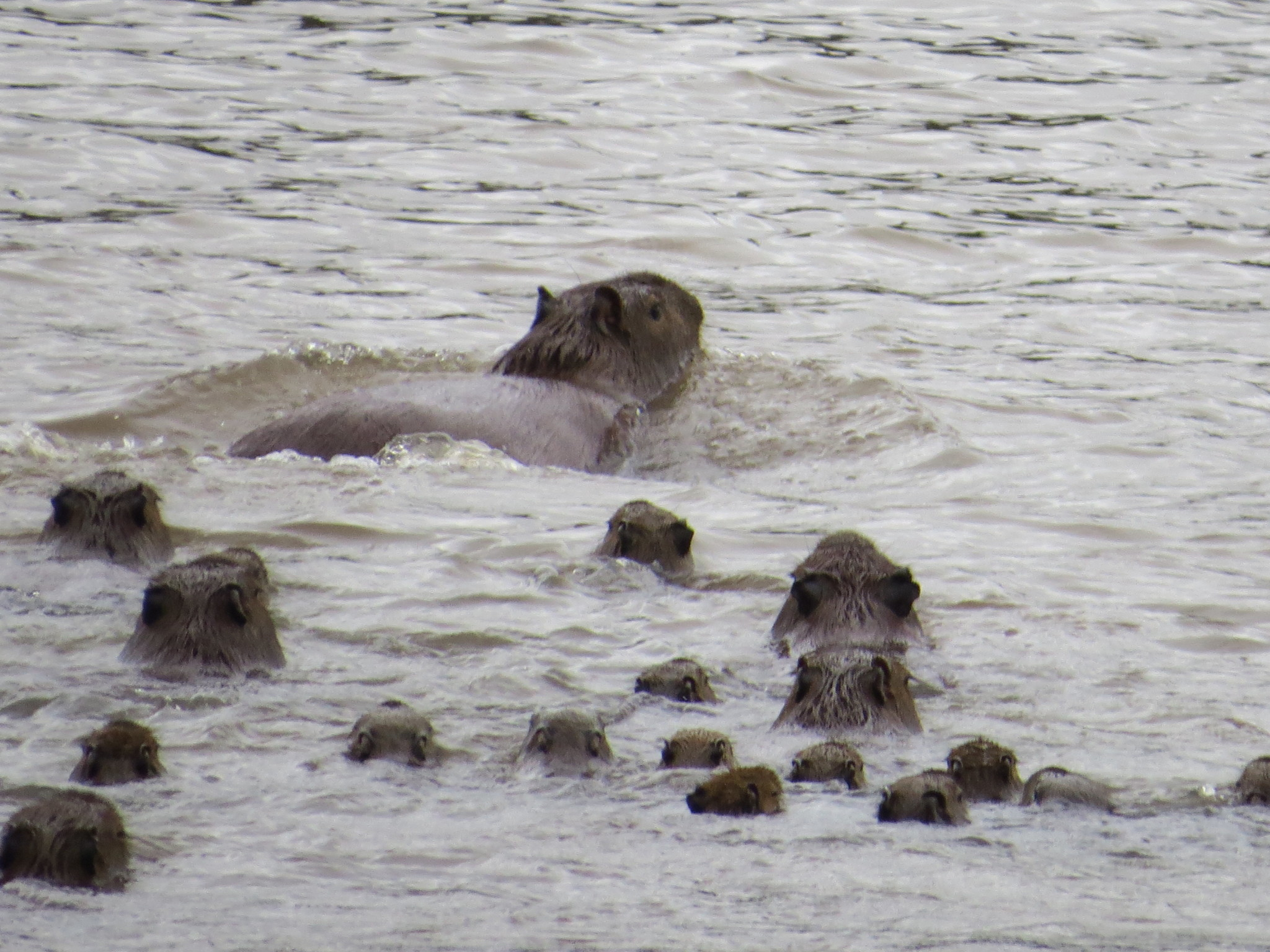
Ejemplares adultos y sus crías nadando, en Uberlândia, Brasil

La medida de los grupos y su estilo de vida depende de la estación del año y del hábitat. Durante la estación lluviosa, se extienden por una gran región, de manera que disminuye la medida del grupo. Durante esta estación, comen mucho y acumulan una reserva de grasa. La cría de los recién nacidos también se produce principalmente durante la estación lluviosa. Durante la estación seca, muchos ejemplares se reúnen alrededor de los ríos y lagos más grandes, formando grupos más numerosos. Durante esta estación, la mortalidad es notablemente más alta, ya que aumenta el hambre y las enfermedades y con la desaparición de las plantas que les sirven de protección. 

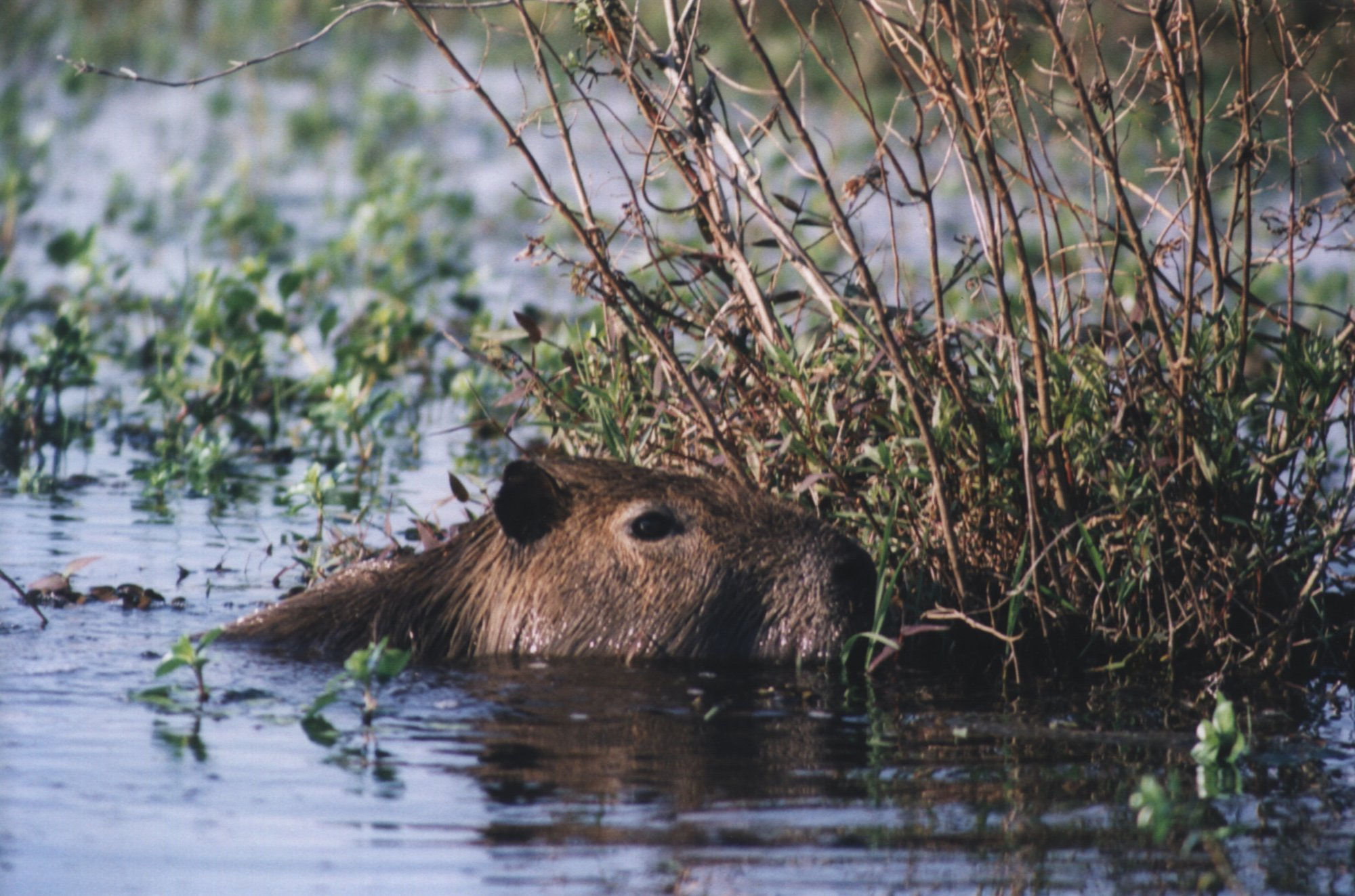
Carpincho en los Esteros del Iberá.

 los capibaras son más vulnerables a los ataques de sus depredadores. Investigadores de Venezuela indican una media de los grupos de 5,6 animales durante la estación de lluvias y de 15,9 en el mes de marzo, el más seco. En periodos prolongados de sequedad, se pueden formar grandes grupos de hasta 100 ejemplares, que se reúnen cerca de las aguas que quedan. Aunque estos agrupamientos son inestables y no duran mucho.

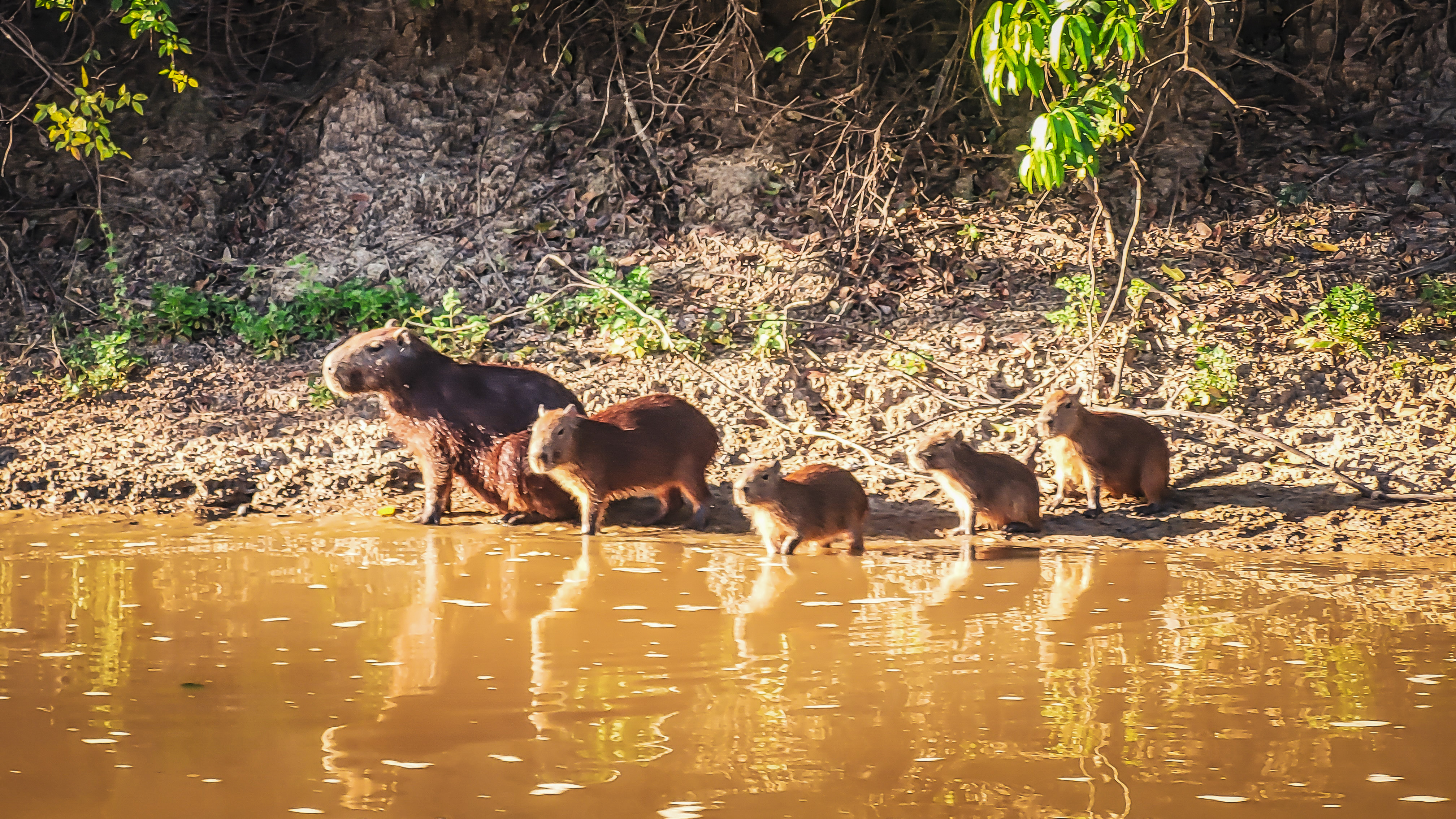
Capibara con crías en el Parque Nacional y Área Natural de Manejo Integrado Madidi, Bolivia.

Cada grupo está liderado por un macho dominante, que normalmente ocupa esta posición durante muchos años. Después vienen una o diversas hembras con sus crías y los machos subordinados. La jerarquía suele ser estable y estar bien marcada tanto entre los machos como entre las hembras, y se establece por medio de combates.
Cada grupo habita en un territorio de entre 5 y 17 hectáreas, aunque los animales suelen permanecer dentro de una región de unas 10 hectáreas de superficie, que defienden contra las incursiones de otros ejemplares de la misma especie. Marcan el territorio por medio de glándulas odoríferas;
en los machos se encuentran situadas sobre la nariz, y los dos sexos tienen en la región del ano (glándulas anales).
Se comunican entre ellos por medio de una variedad de vocalizaciones. Entre ellos hay un sonido parecido al ronroneo de los gatos, que indica sumisión, un grito de alarma parecido a un ladrido de perro, silbidos estridentes y gruñidos.

### Alimentación
La dieta se compone principalmente de hierba y plantas acuáticas. A veces entran en plantaciones y se alimentan de cañas de azúcar, sandías o maíz. La creencia extendida de que los peces también forman parte de la dieta de los capibaras es falsa. Tienen un aparato digestivo extremadamente eficiente que les permite subsistir con una dieta el 75 % de la cual se compone de entre cuatro y seis especies de plantas.
Su aparato digestivo presenta diversas adaptaciones a su dieta, como un intestino más largo y un ciego en forma de saco agrandado. De manera similar a otros roedores, así como algunos cobaya, o lagomorfas, los carpinchos practican la coprofagia o ingestión ocasional de los excrementos. Las heces fecales son una forma blanda y adhesiva de excrementos, que están fermentados por unas bacterias especiales en el ciego, y que son vueltos a ingerir inmediatamente después de la excreción. De esta manera, pueden extraer el máximo de nutrientes de sus alimentos ricos en celulosa. Cuando los excrementos son expulsados definitivamente por segunda vez, son ovales y secos.
Las capibaras, como las cobayas, no pueden producir vitamina C por sí mismas, de manera que han de obtenerla por medio de su alimentación. En algunos ejemplares en cautiverio, que habían estado evidentemente mal alimentados, se ha observado casos de escorbuto.

### Reproducción

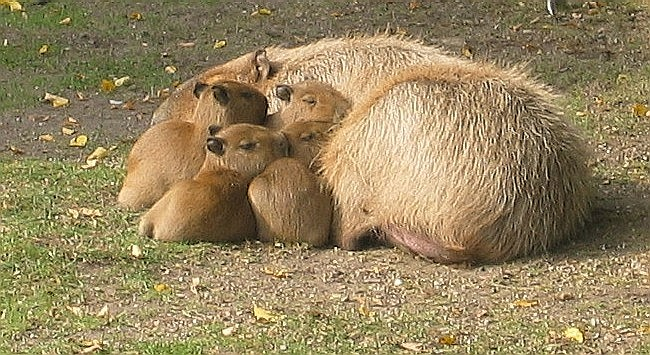
Madre con una camada típica de unas cuatro crías

Cuando está en celo, el olor de la hembra cambia sutilmente y los machos cercanos comienzan a perseguirla. Además, la hembra alerta a los machos de que está en celo silbando por la nariz. Durante el apareamiento, la hembra tiene la elección de aparearse. Los capibaras se aparean sólo en el agua, y si una hembra no quiere aparearse con un determinado macho, se sumerge o sale del agua. Los machos dominantes son muy protectores con las hembras, pero normalmente no pueden evitar que algunos de los subordinados copulen. Cuanto más grande es el grupo, más difícil es para el macho vigilar a todas las hembras. Los machos dominantes aseguran significativamente más apareamientos que cada subordinado, pero los machos subordinados, como grupo, son responsables de más apareamientos que cada macho dominante. La vida del esperma del capibara es más larga que la de otros roedores.

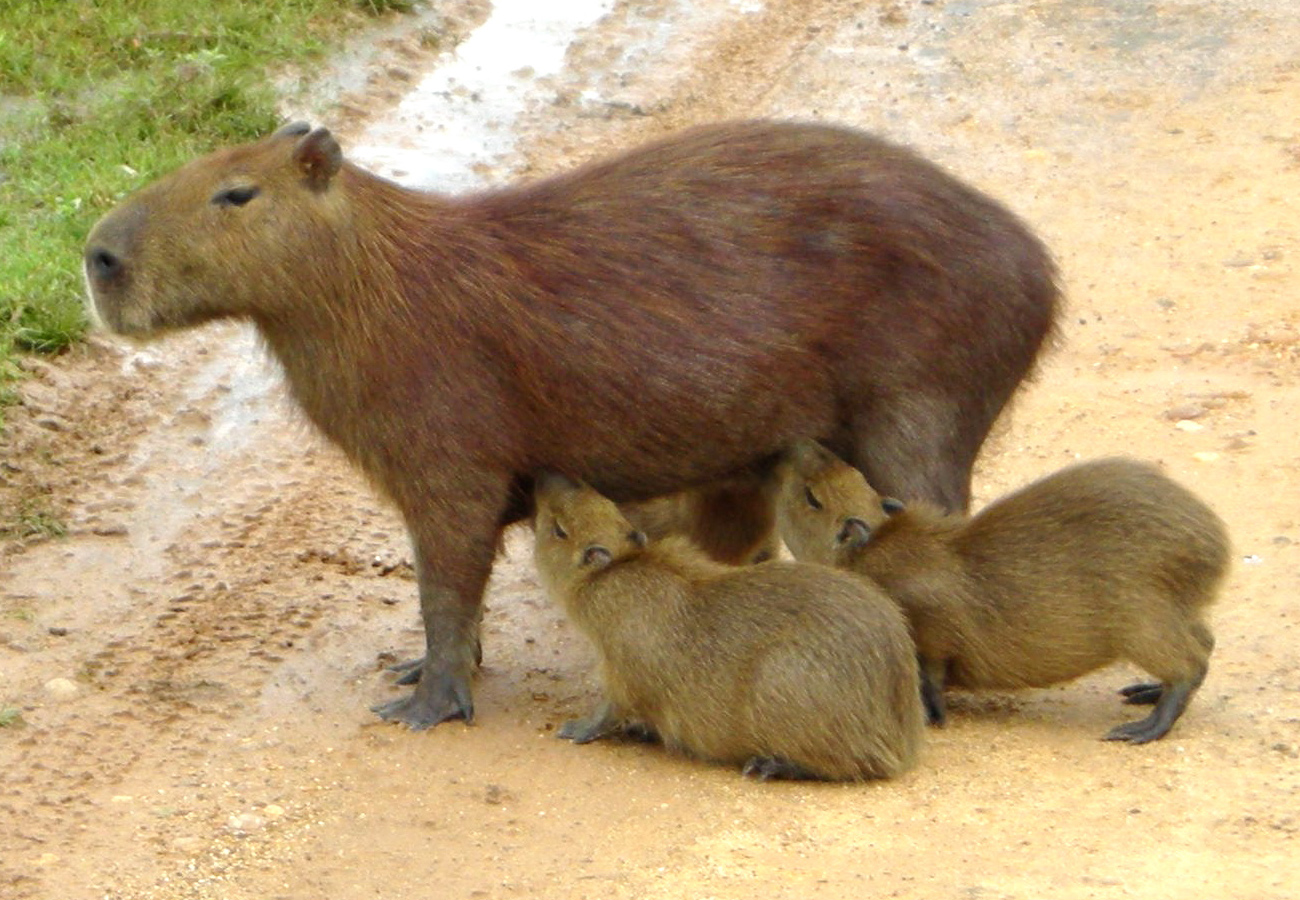
Hembra adulta amamantando

El apareamiento puede tener lugar en cualquier época del año, pero la mayoría de nacimientos suelen ser en la estación lluviosa (de abril a mayo en el norte de Sudamérica y en octubre al sur del continente). Generalmente, cada hembra pare una vez por año, pero si las condiciones climáticas son favorables pueden hacerlo dos veces. El periodo de gestación dura unos 110 días en la subespecie septentrional y unos 150 en la meridional. El ciclo de estro femenino ocurre cada 7.5 días; permanece receptiva solo durante 8 horas. Las capibaras son multíparas, y cada parto se compone de una media de cuatro crías, pero puede variar entre una y ocho. El parto se produce en tierra y la hembra se reúne con el grupo a las pocas horas de dar a luz a los capibaras recién nacidos, que se unen al grupo en cuanto son móviles. Al cabo de una semana, las crías pueden comer hierba, pero siguen mamando hasta que se destetan alrededor de las 16 semanas. Las crías forman un grupo dentro del principal. Ambos sexos alcanzan la madurez sexual aproximadamente a los veintidós meses de edad. Se ha observado la aloparentalidad en esta especie. La reproducción alcanza su punto máximo entre abril y mayo en Venezuela y entre octubre y noviembre en Mato Grosso, Brasil.
Su longevidad en estado natural varía entre ocho y diez años, mientras que los ejemplares en cautividad pueden llegar a los doce años.

### Depredadores
Sus depredadores naturales más importantes son félidos como jaguares, pumas u ocelotes, y también los zorros selváticos, las anacondas y caimanes los suelen atacar frecuentemente. A veces, las crías son víctimas de aves de presa como las harpías.

## Sistemática y taxonomía

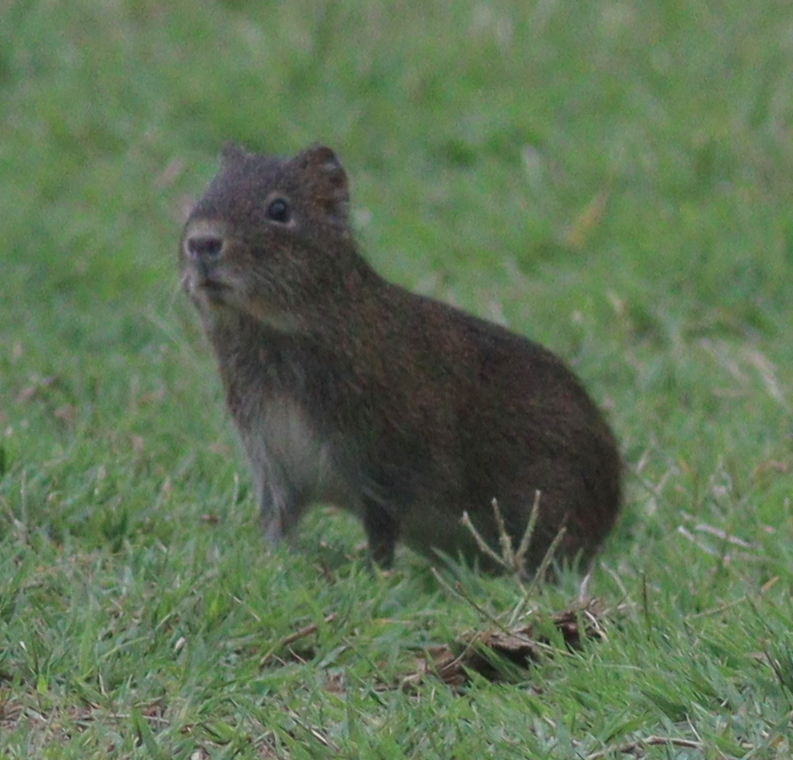
El cuis (Cavia aperea), pequeño roedor de Sudamérica, está estrechamente relacionado con los capibaras.

El capibara y el capibara menor pertenecen a la subfamilia Hydrochoerinae junto con los mocós. Los carpinchos vivos y sus parientes extintos se clasificaban anteriormente en su propia familia Hydrochoeridae. Desde 2002, los estudios filogenéticos moleculares han reconocido una estrecha relación entre Hydrochoerus y Kerodon, apoyando la colocación de ambos géneros en una subfamilia de Caviidae. Las clasificaciones paleontológicas utilizaban anteriormente Hydrochoeridae para todos los carpinchos (vivos y extintos), mientras que utilizaban Hydrochoerinae para el género vivo y sus parientes fósiles más cercanos, como Neochoerus, pero más recientemente han adoptado la clasificación de Hydrochoerinae dentro de Caviidae.
Los antepasados fósiles de Hydrochoerus hydrochaeris, están representados por diversos géneros a partir del Mioceno superior. Las formas más primitivas están clasificadas dentro la subfamilia de los cardiaterinos, que aunque es parafilética, los representantes más recientes del grupo se desarrollaron a partir de ellas. Se conoce la subfamilia de los protohidroquerinos del Plioceno, con el único género Chapalmatherium (también conocido como Protohydrochoerus). El cráneo de estos animales era el doble de grande que el del H. hydrochaeris actual, y sus miembros también eran considerablemente más largos. La subfamilia de los hidroquerinos, a la cual pertenece el H. hydrochaeris, apareció en el Plioceno superior. Todos los restos fósiles de roedores gigantes provienen del continente americano.
En cuanto al nombre científico correcto del género, hay una larga controversia entre el nombre Hydrochoerus, creado por Brisson en 1762, y el nombre Hydrochaeris, instaurado por Brünnich en 1772. Ambos nombres provienen de las palabras griegas hydros (agua) y choiros (puerco). El nombre dado por Brisson fue rechazado durante mucho tiempo, ya que no se conformaba en las normas de la nomenclatura binomial. Aunque la Comisión Internacional de Nomenclatura Zoológica declaró válido el nombre de Hydrochoerus con motivo de su amplio uso, de manera que Hydrochoerus hydrochaeris es el nombre científico correcto.

## Conservación y amenazas
Muchos de los hábitats adecuados para esta especie se encuentran en regiones muy utilizadas para el pastoreo. Como los humanos preparan fuentes de agua para sus animales, minimizan la cantidad de carnívoros por medio de la caza y como los bovinos mantienen la hierba corta, en muchas zonas se ha producido un aumento de su población. Censos de los latifundios bovinos de la región de los Llanos revelaron una densidad de Hydrochoerus hydrochaeris de entre 50 y 300 por km². Los propietarios de terrenos de pastoreo los persiguen, especialmente durante la estación seca, ya que consideran que las capibaras arrasan con la comida de sus animales. Sin embargo muchas personas consideran que es cruel la matanza de dicho animal por parte de estos latifundistas, ya que se hace a garrotazos, disparos o con perros de caza.
En Brasil principalmente, existen personas que creen que es bueno cazarlas por los daños que supuestamente ocasionan en los cultivos industriales; tales como el de la soja y el mijo, y especialmente en las plantaciones de arroz, en donde podrían causar una devastación considerable. En dichos sitios se les considera como a una plaga.
En las regiones en que son cazados en cantidades comerciales, como por ejemplo en las regiones de la frontera colombo-venezolana, ya son raros sus avistajes por parte de los locales.[cita requerida] En otras naciones, como en Perú, su número se ha reducido drásticamente o han desaparecido como consecuencia de su consumo voraz o la desaparición de su hábitat.[cita requerida] Aunque, en general son abundantes y tienen en una amplia distribución en otras regiones del continente sudamericano, no se los considera una especia amenazada por tal motivo.

## Relación con el ser humano

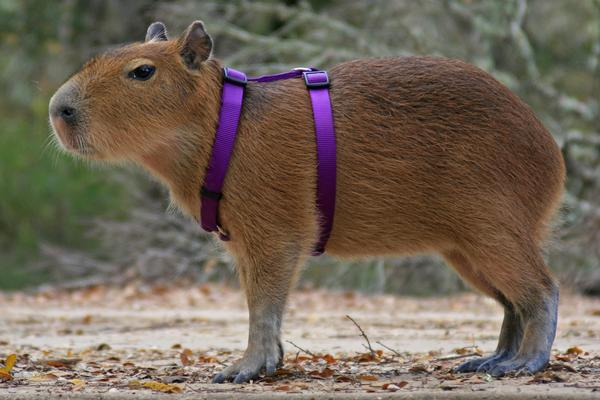
Ejemplar de compañía con un arnés

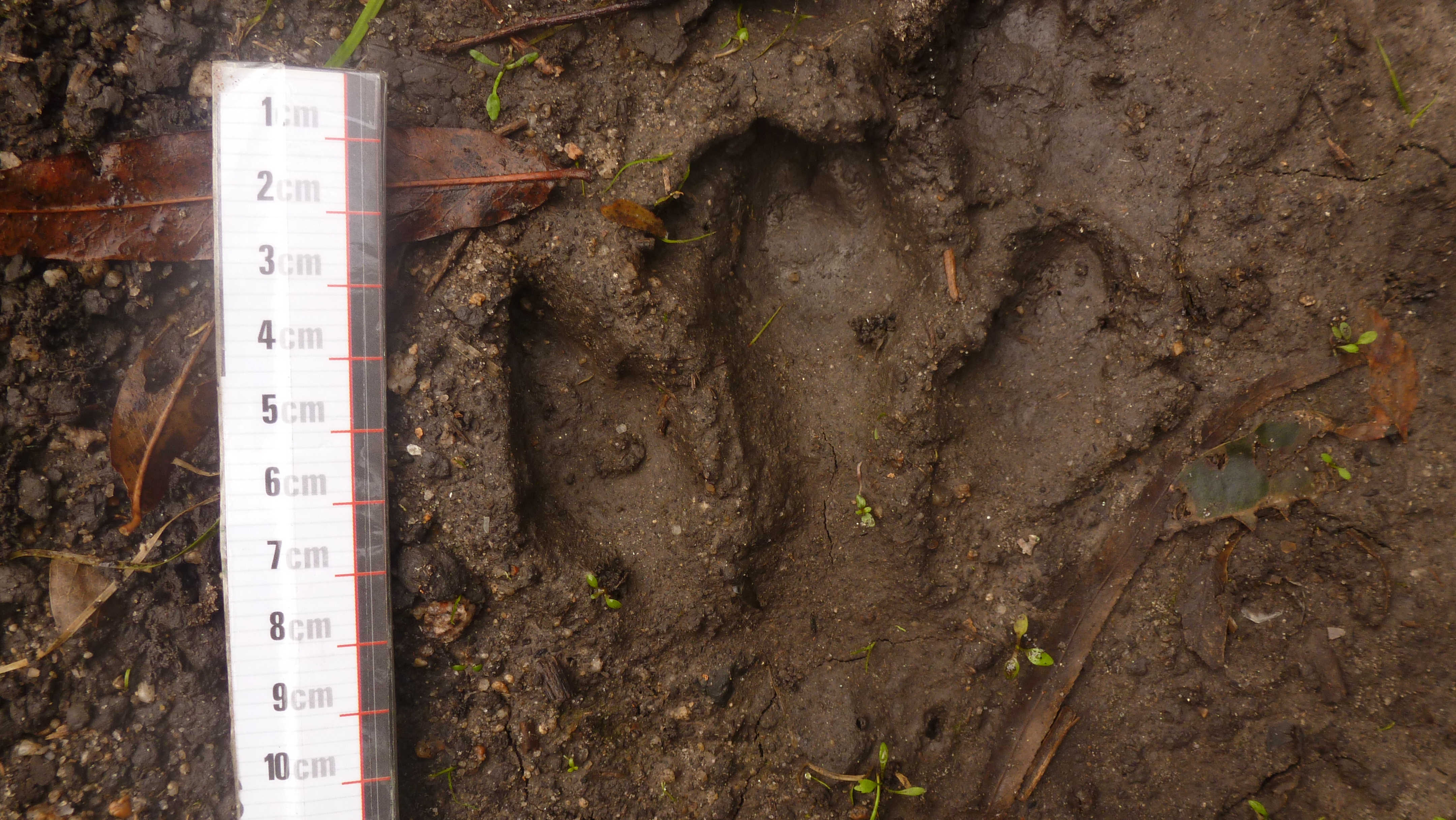
Huella de carpincho en Uruguay.

Los pueblos indígenas sudamericanos ya los cazaban para consumir la carne, aprovechaban la piel y usaban los dientes incisivos con fines decorativos. También tienen un papel en la mitología de estos pueblos. En las creencias tradicionales de los yanomami (grupo étnico de Venezuela y Brasil) «cada recién nacido tiene un doble en forma de chigüiro o de danta quien le proveía fuerza vital, siendo así que si el animal moría también la persona». En los llanos de Venezuela es frecuente domesticarlos o criarlos para consumo humano.  

### Talabartería
Son cazados por su piel y su carne.
En las naciones rioplatenses de Argentina y Uruguay hay cazadores profesionales conocidos como «carpincheros», que practican la caza del citado mamífero con fines comerciales. También son muy numerosas las personas que los cazan para uso propio, y del mismo se suele aprovechar su piel como un cuero, de color marrón claro y con pequeñas manchas más claras, el cual es especialmente apreciado para la talabartería en Venezuela, Paraguay y en Argentina para la confección de guantes, calzado, cinturones y chaquetas de cuero. También a partir de la misma se elaboran bridas, monturas y fústigas.
De la grasa del capibara se extrae su aceite, el que se emplea como un medicamento de origen natural.

### Alimento
Su carne es magra y presenta un muy bajo contenido de colesterol. Es consumida especialmente en las llanuras de Colombia y Venezuela, donde la salan después de secarla, la ponen en escabeche y se la comen en los días de abstinencia. Es creencia extendida en Sudamérica que existiría un antiguo documento eclesiástico oficial que la clasificaría entre los «pescados», por motivo de su modo de vida acuático.
En Argentina, Brasil y Uruguay, la carne sirve principalmente para hacer salchichas. En la Argentina  existen criaderos comerciales de la especie en algunas provincias del litoral fluvial. En la región de los llanos de Colombia y Venezuela, a causa de los múltiples usos de este animal, ya hay intentos de criar a los chigüiros, similares a la experiencia argentina, en granjas con fines comerciales.

### Zonas urbanas
En 2020, en Argentina los carpinchos fueron avistados en zonas urbanas en la provincia de Buenos Aires, en un barrio privado ubicado en la localidad de Tigre. El barrio, un emprendimiento inmobiliario de lujo, fue construido sobre humedales en torno al río Paraná, territorio autóctono de los animales. Sin embargo, los lagos artificiales y las casas con parques generan un entorno idóneo para los roedores, que han vuelto a sus tierras y se reprodujeron considerablemente, causando problemas a los vecinos. Frente a las quejas de los mismos, el apoyo a los carpinchos se volvió un fenómeno viral en redes sociales y medios de comunicación, con grupos ecologistas solicitando la aprobación de la ley de humedales, situación que provocó desentendimientos en el sector político y debates en la sociedad.

### Parques zoológicos
Los capibaras se han adaptado bien a la urbanización en Sudamérica. Pueden encontrarse en muchos parques zoológicos y otras reservas, y pueden vivir 12 años en cautividad, más del doble de su vida salvaje. Los capibaras son dóciles y suelen permitir que los humanos los acaricien y les den de comer, pero normalmente se desaconseja el contacto físico, ya que sus garrapatas pueden ser vectores de la fiebre maculosa de las Montañas Rocosas.
La Asociación Europea de Zoos y Acuarios pidió a Drusillas Park, en Alfriston (Sussex, Inglaterra), que mantuviera el libro genealógico de los capibaras para controlar las poblaciones cautivas en Europa. El libro genealógico incluye información sobre todos los nacimientos, muertes y movimientos de los capibaras, así como su parentesco.

### En las artes y entretenimiento
- El carpincho figura como personaje secundario en el cuento El paso del Yabebirí de Horacio Quiroga, publicado en el libro Cuentos de la selva, donde un dorado, en medio de la batalla en el arroyo entre las rayas y los tigres, escribe una carta para que el roedor se la lleve al hombre, pidiéndole un winchester y una caja entera de veinticinco balas.
- Un capibara aparece en la película de animación Flow como uno de los cinco animales protagonistas.[60]